# تشانغ لي (رجل أعمال)
تشانغ لي (بالصينية: 张力) هو شخصية أعمال ورائد أعمال صيني، ولد في 1953 في غوانزو في الصين.